# Лопато, Анастасия Николаевна
Анастасия Николаевна Лопато (до 2019 — Шаш; бел. Анастасiя Мікалаеўна Лапато (Шаш); род. 6 июня 1996, Брест, Беларусь) — белорусская волейболистка, связующая, мастер спорта Республики Беларусь.

## Биография
Начала заниматься волейболом в Центре олимпийского резерва «Виктория» города Бреста. Первый тренер — Н.В.Мелянюк. С 2011 года на протяжении трёх сезонов выступала за команду «Прибужье» (Брест), с которой в 2014 выиграла «золото» чемпионата Беларуси. В 2014—2018 играла в Азербайджане за местные клубы азербайджанской суперлиги. В 2018 переехала в Польшу, где до конца года выступала за «Островец-Свентокшиски», но в январе 2019 вернулась в Беларусь, заключив контракт с «Минчанкой», с которой четырежды выигрывала национальный чемпионат и дебютировала в суперлиге чемпионата России. В 2022—2023 — игрок ВК «Енисей» (Красноярск). Затем играла за «Минчанку» и «Омичку», а в 2025 перешла во владивостокское «Динамо». 
В 2012—2013 выступала за молодёжную и юниорскую сборные страны в отборочных турнирах чемпионатов Европы. С 2019 выступает за национальную сборную Беларуси, в составе которой в 2019 году стала бронзовым призёром Евролиги.

## Игровая карьера
- 2011—2014 —  «Прибужье» (Брест);
- 2014—2015 —  «Азеррейл» (Баку);
- 2015—2016 —  «Игтисадчи» (Баку);
- 2016—2018 —  «Локомотив» (Баку);
- 2018 —  «Островец-Свентокшиски»;
- 2019—2022 —  «Минчанка» (Минск);
- 2022—2023 —  «Енисей» (Красноярск);
- 2023—2024 —  «Минчанка» (Минск);
- 2024—2025 —  «Омичка» (Омск);
- с 2025 —  «Динамо» (Владивосток).

## Достижения

### Клубные
- 6-кратная чемпионка Беларуси — 2014, 2019, 2020, 2021, 2022, 2024.
- 4-кратный победитель розыгрышей Кубка Беларуси — 2019, 2020, 2021, 2023.
- обладатель Суперкубка Беларуси 2019.

### Со сборной Беларуси
- бронзовый призёр Евролиги 2019;
  - участница Евролиги 2018, 2021.
- участница чемпионатов Европы 2019 и 2021.

### Индивидуальные
- 2021: лучшая связующая розыгрыша Кубка Беларуси 2021.

## Семья
9 сентября 2019 года вышла замуж за волейболиста ВК «Строитель» (Минск) Илью Лопато.